# هربرت فون بيسمارك
هربرت فون بيسمارك (بالألمانية: Herbert von Bismarck )‏ (و. 1849 – 1904 م) هو سياسي، ودبلوماسي ألماني، ولد في برلين، توفي عن عمر يناهز 55 عاماً.

## مناصب
تولى منصب عضو مجلس النواب الألماني للإمبراطورية الألمانية
- عضو مجلس النواب البروسي اللوردات
- وزير الخارجية.